# Bộ Khiếm (欠)
Bộ Khiếm, bộ thứ 76 có nghĩa là "thiếu", "khuyết" là 1 trong 34 bộ có 4 nét trong số 214 bộ thủ Khang Hy.
Trong Từ điển Khang Hy có 235 chữ (trong số hơn 40.000) được tìm thấy chứa bộ này.

## Tự hình Bộ Khiếm (欠)

Giáp cốt văn
Đại triện
Tiểu triện

## Chữ thuộc Bộ Khiếm (欠)
| Số nét bổ sung | Chữ                           |
| -------------- | ----------------------------- |
| 0              | 欠                            |
| 2              | 次 欢                         |
| 4              | 欣 欤 欥 欦 欧                |
| 5              | 欨 欪                         |
| 6              | 欫 欬 欭 欮 欯 欰 欱          |
| 7              | 欲 欳 欴 欵 欶 欷 欸          |
| 8              | 欹 欺 欻 欼 欽 款 欿          |
| 9              | 欩 歀 歁 歂 歃 歄 歅 歆 歇 歈 |
| 10             | 歊 歋 歌 歍                   |
| 11             | 歉 歎 歏 歐 歑 歒 歓          |
| 12             | 歔 歕 歖 歗 歘 歙 歚          |
| 13             | 歛 歜 歝                      |
| 14             | 歞 歟                         |
| 15             | 歠                            |
| 17             | 歡                            |